# دول قشلاقي
دول‌ قشلاقي هي قرية في مقاطعة ميانة، إيران. عدد سكان هذه القرية هو 71 في سنة 2006.